# Andrzej Adamowicz (pułkownik)
Andrzej Adamowicz (ur. 27 października 1952) – pułkownik Wojska Polskiego.

## Życiorys
Syn Henryka i Stanisławy. W Wojsku Polskim służył od 1971. W 1976 ukończył studia w Wojskowej Akademii Technicznej im. Jarosława Dąbrowskiego, następnie służył jako dowódca klucza w 1 Pułku Lotnictwa Myśliwskiego OPK „Warszawa”. W 1982 uzyskał stopień doktora nauk technicznych w WAT, następnie pracował w Instytucie Technicznym Wojsk Lotniczych, był członkiem Komisji MON ds. Badania Wypadków Lotniczych. W latach 1989–1990 służył w Polskim Kontyngencie Wojskowym w Namibii w ramach misji pokojowej UNTAG jako szef sekcji operacyjno-logistycznej. Po powrocie do Polski został oddelegowany do Departamentu Wojskowych Spraw Zagranicznych Ministerstwa Obrony Narodowej. W latach 1991–1997 prowadził inspekcje CFE i wizyty oceniające w bazach wojskowych państw NATO i na Ukrainie, uczestniczył w pracach OBWE jako doradca wojskowy w Misji RP przy OBWE w Wiedniu oraz koordynował współpracę Sił Zbrojnych RP z NATO w ramach programu Partnerstwo dla Pokoju. W latach 1997–1999 był szefem sekretariatu Sekretarza Stanu w MON oraz szefem sekretariatu podsekretarza stanu w MON ds. Współpracy Zagranicznej i Integracji z Organizacją Traktatu Północnoatlantyckiego. W latach 1999–2002 był Attaché obrony, wojskowy, morski i lotniczy przy Ambasadzie RP w Londynie.
Od 2003 służył w Głównym Zarządzie Operacyjnym P-3 Sztabu Generalnego w Zarządzie Doktryn i Szkolenia SZ jako szef oddziału oraz szef zespołu operacyjnego Sztabu Kryzysowego MON, w latach 2004–2005 był szefem Polskiego Zespołu Operacyjno-Łącznikowego przy Centralnym Dowództwie Sił Zbrojnych USA (USCENTCOM w Tampie na Florydzie), w latach 2006–2009 pełnił funkcję szefa oddziału w Zarządzie Operacyjnym J-3 w Sojuszniczym Dowództwie Operacyjnym NATO w Brunssum w Holandii, gdzie koordynował proces szkolenia i uzbrojenia Afgańskich Sił Bezpieczeństwa Narodowego (ANSF). W 2010 został przeniesiony do rezerwy. W latach 2011–2012 był ekspertem Departamentu Polityki Bezpieczeństwa Ministerstwa Spraw Zagranicznych ds. operacji ISAF oraz misji pokojowych ONZ.
W trakcie służby ukończył kursy organizowane przez NATO w Szkole NATO w Oberammergau w Niemczech, Leopoldburgu w Belgii oraz w Akademii Obrony Wielkiej Brytanii w Shrivenham.
Postanowieniem Prezydenta RP Lecha Wałęsy z 2 listopada 1994 został odznaczony Krzyżem Komandorskim Orderu Odrodzenia Polski za wybitne zasługi dla umacniania obronności kraju.